# Karl Friedrich Abramowski
Karl Friedrich Abramowski (* 6. November 1793 in Elbing; † 4. Juli 1875 ebenda) war ein preußischer Landrat im Kreis Elbing, Provinz Preußen (1821–1867).